# Tagoloan (Fluss)
Der Tagoloan (eng.: Tagoloan River) ist ein Fluss, der in der Provinz Bukidnon und Miamis Oriental auf den Philippinen fließt. Seine Quelle entspringt in dem Tago-Gebirgszug in ca. 2000 Metern Höhe auf der Insel Mindanao. Der Fluss mündet in der Stadtgemeinde Tagoloan in die Mindanaosee. Der Tagoloan hat eine Länge von 106 km und ein Wassereinzugsgebiet von 1778 km², zu dem unter anderem die Gemeinden Impasug-ong, Manolo Fortich, Sumilao und Malitbog gezählt werden. Seine wichtigsten Nebenflüsse sind der Manolo Fortich, der Siloo, der Ipaon und der Calamuan. Diese haben ihre Quellgebiete teilweise im Kitanglad-Gebirge.
Der Tagoloan fließt an seinem Oberlauf in einem engen, sehr gewundenen canyonartigen Tal, das sich durch einige Hochplateaus schlängelt. Nach dem Zusammenfluss mit seinen wichtigsten Nebenflüssen an der Grenze zur Provinz Misamis Oriental wird der Flusslauf weiter.